# Sugiyama Takuya
Takuya Sugiyama (sinh ngày 1 tháng 1 năm 1983) là một cầu thủ bóng đá người Nhật Bản.

## Sự nghiệp câu lạc bộ
Takuya Sugiyama đã từng chơi cho Thespa Kusatsu, FC Gifu, Arte Takasaki, V-Varen Nagasaki và Fukushima United FC.